# Déclaration transatlantique de 1990
La déclaration transatlantique est une déclaration adoptée le 22 novembre 1990 par la Communauté économique européenne (aujourd'hui l’Union européenne) et ses États membres avec les États-Unis. Celle-ci vise à intensifier la coopération et le dialogue entre l’Union et les États-Unis.

## Conséquence
La déclaration instaure des consultations régulières de haut niveau : 
- les sommets annuel Union européenne — États-Unis. Lors de ces sommets, l’Union est représentée par une troïka, à savoir le président de la Commission, le président du Conseil européen et le Haut Représentant de l'Union pour les affaires étrangères et la politique de sécurité.
- les réunions ministérielles bisannuelles,
- des contacts entre les députés du Parlement européen et le Congrès des États-Unis,
- d'autres rencontres en acteurs politiques et hauts fonctionnaires.

## Sources

## Compléments